# Pseudenargia badiofasciata
Pseudenargia badiofasciata är en fjärilsart som beskrevs av Max Wilhelm Karl Draudt 1936. Pseudenargia badiofasciata ingår i släktet Pseudenargia och familjen nattflyn. Inga underarter finns listade i Catalogue of Life.